# Marian Suski
Marian Franciszek Suski (Kielce, 2 de noviembre de 1905-Varsovia, 25 de diciembre de 1993) fue un deportista polaco que compitió en esgrima, especialista en la modalidad de sable.
Participó en dos Juegos Olímpicos de Verano en los años 1932 y 1936, obteniendo una medalla de bronce en Los Ángeles 1932 en la prueba por equipos. Ganó una medalla de bronce en el Campeonato Mundial de Esgrima de 1934.

## Palmarés internacional
| Juegos Olímpicos   | Juegos Olímpicos             | Juegos Olímpicos  | Juegos Olímpicos  |
| Año                | Lugar                        | Medalla           | Prueba            |
| ------------------ | ---------------------------- | ----------------- | ----------------- |
| 1932               | Los Ángeles (Estados Unidos) | Medalla de bronce | Sable por equipos |
| Campeonato Mundial |                              |                   |                   |
| Año                | Lugar                        | Medalla           | Prueba            |
| 1934               | Varsovia (Polonia)           | Medalla de bronce | Sable por equipos |